# رالف لين (ممثل)
رالف لين (بالإنجليزية: Ralph Lynn)‏ هو ممثل بريطاني (وحمل سابقاً جنسية المملكة المتحدة لبريطانيا العظمى وأيرلندا)، ولد في 8 مارس 1882 في المملكة المتحدة، وتوفي بنفس المكان في 8 أغسطس 1962.

## وصلات خارجية
- رالف لين على موقع IMDb (الإنجليزية)
- رالف لين على موقع قاعدة بيانات الفيلم (الإنجليزية)